# 11 dicembre
L'11 dicembre è il 345º giorno del calendario gregoriano (il 346º negli anni bisestili). Mancano 20 giorni alla fine dell'anno.

## Eventi
- 1205 – John de Gray, vescovo di Norwich, viene eletto Arcivescovo di Canterbury
- 1295 - Federico III viene proclamato re di Sicilia a Palermo
- 1602 - I cittadini di Ginevra, respingono un attacco a sorpresa di forze di Carlo Emanuele I, duca di Savoia e di suo cognato, Filippo III di Spagna.
- 1792 – Inizia il processo contro Luigi XVI di Francia, accusato di tradimento
- 1816 - L'Indiana diventa il 19º Stato degli USA
- 1931 – Lo Statuto di Westminster concede completa indipendenza legislativa a Canada, Australia, Nuova Zelanda, Sudafrica, Irlanda e Terranova
- 1936 - Re Edoardo VIII del Regno Unito abdica, sale al trono il fratello col nome di Giorgio VI
- 1937 - L'Italia esce dalla Società delle Nazioni.
- 1941 – Germania e Italia dichiarano guerra agli Stati Uniti
- 1944 – La Junior Chamber International (JCI) viene fondata a Città del Messico
- 1946 – Viene fondato l'UNICEF
- 1954 – Viene fondata la American Nuclear Society
- 1955 – A seguito di una scissione della sinistra del Partito Liberale Italiano, nasce il Partito Radicale
- 1958 – L'Alto Volta (attuale Burkina Faso) dichiara l'indipendenza dalla Francia
- 1961 – Gli USA intervengono nella guerra del Vietnam
- 1964 – Che Guevara parla all'Assemblea generale delle Nazioni Unite a New York
- 1970
  - John Lennon pubblica l'album John Lennon/Plastic Ono Band
  - Esce nelle sale cinematografiche statunitensi il film Gli Aristogatti, 20º Classico Disney; è il secondo film animato Disney uscito dopo la morte di Walt Disney, ma comunque da lui prodotto mentre era in vita
- 1971 – Negli USA viene fondato il Partito Libertario
- 1972 – Apollo 17 diventa la sesta e ultima Missione Apollo ad atterrare sulla Luna
- 1979 – Madre Teresa di Calcutta riceve il Premio Nobel per la pace
- 1981
  - Il peruviano Javier Pérez de Cuéllar diventa Segretario generale delle Nazioni Unite.
  - L'esercito salvadoregno massacra 900 persone nel Massacro di El Mozote
  - Ultimo incontro di Muhammad Ali – perde contro il canadese Trevor Berbick
- 1982 - Gli ABBA si sciolgono dopo 10 anni di carriera.
- 1987 – Un'autobomba dell'ETA a Saragozza provoca 11 morti e 40 feriti
- 1991 – A Maastricht nasce l'Unione europea
- 1994
  - Inizia l'intervento militare russo in Cecenia
  - Una piccola bomba esplode sul volo 434 delle Philippine Airlines, uccidendo un uomo d'affari giapponese. L'attentato era una prova sul campo fatta da Ramzi Yusuf per testare gli esplosivi che sarebbero stati usati nel Progetto Bojinka, un attacco terroristico scoperto a causa di un incendio in un'abitazione
- 1997 – Kyoto: alla Convenzione quadro delle Nazioni Unite sui cambiamenti climatici, viene redatto un Protocollo che prevede la riduzione entro il 2012 delle emissioni dei cosiddetti gas serra del 5,2% rispetto al 1990. Il Protocollo entrerà in vigore se verrà ratificato da almeno 55 Stati che rappresentino almeno il 55% delle emissioni dei paesi sviluppati
- 2001
  - La Repubblica Popolare Cinese entra nell'Organizzazione mondiale del commercio
  - La polizia interviene e fa cessare le attività degli hacker dell'organizzazione DrinkOrDie
- 2006 – A Erba viene compiuta un'efferata strage in cui perdono la vita tre donne e un bambino di due anni. Un mese dopo vengono arrestati i vicini di casa con l'accusa della colpevolezza della strage
- 2008 – Bernard Madoff viene arrestato ed accusato di frode sui titoli in uno Schema Ponzi da 50 miliardi di dollari
- 2009 – Esce nelle sale cinematografiche statunitensi il film La principessa e il ranocchio, 49º Classico Disney

## Nati
Ci sono circa 970 voci su persone nate l'11 dicembre; vedi la pagina Nati l'11 dicembre per un elenco descrittivo o la categoria Nati l'11 dicembre per un indice alfabetico.

## Morti
Ci sono circa 470 voci su persone morte l'11 dicembre; vedi la pagina Morti l'11 dicembre per un elenco descrittivo o la categoria Morti l'11 dicembre per un indice alfabetico.

## Feste e ricorrenze

### Civili
Nazionali:
- Giornata internazionale della montagna
- Argentina – Giorno del tango
- Burkina Faso – Festa nazionale

### Religiose
Cristianesimo:
- San Damaso I, papa
- San Daniele lo Stilita, sacerdote
- San Masona di Merida, vescovo
- Santa María Maravillas de Jesús (María Maravillas Pidal y Chico de Guzmán), vergine carmelitana
- San Pablo di Merida, vescovo
- San Savino di Piacenza, vescovo
- Santi Vittorico e Fusciano, martiri
- Beato Arturo Bell, sacerdote francescano, martire
- Beato Davide di Himmerod, monaco
- Beato Domenico Yanez, mercedario
- Beato Franco da Siena, eremita carmelitano
- Beato Girolamo Ranuzzi da Sant'Angelo in Vado, servo di Maria
- Beata Pilar Villalonga Villalba (Maria della Colonna), vergine e martire
- Beato Martino de Melgar, mercedario
- Beati Martino Lumbreras Peralta e Melchiorre Sanchez Perez, sacerdoti agostiniani, martiri
- Beato Tassilone III di Baviera, duca
- Beato Ugolino Magalotti da Fiegni
- Beata Wilbirg (Vilburga), reclusa di S. Florian

Religione romana antica e moderna:
- Agonalia dedicati a Sole Indigete (Agonium Soli Indigeti)
- Settimonzio
- Processione degli Argei (Itur ad Argeos)